# چشمه کبود (دلفان)
چشمه کبود (دلفان)، روستایی از توابع بخش کاکاوند شهرستان دلفان در استان لرستان ایران است.

## جمعیت
این روستا در کاکاوند قرار دارد و براساس سرشماری مرکز آمار ایران در سال ۱۳۸۵، جمعیت آن 400 نفر80 (خانوار) بوده‌است. این روستا در فاصله 18 کیلومتری از شهرستان دلفان قرار دارد.